# Chłopiec niosący snop
Chłopiec niosący snop (inne tytuły: Chłopiec w słońcu, Chłopiec ze snopem zboża, Chłopiec niosący chochoł) – obraz olejny autorstwa Aleksandra Gierymskiego, namalowany pomiędzy 1893 a 1894 rokiem; jeden z najwcześniejszych przejawów technik impresjonistycznych w jego twórczości; znajduje się w zbiorach Muzeum Narodowego we Wrocławiu od 2004 roku.

## Historia
Aleksander Gierymski przyjechał do Krakowa zapewne w drugiej połowie 1893 roku, pozostał w tymże mieście do połowy 1894 roku. Dzieło pochodzi z tzw. krakowskiego okresu jego twórczości. Powstało prawdopodobnie w Bronowicach, podczas pobytu malarza w domu Włodzimierza Tetmajera pomiędzy latem 1893 a jesienią 1894 roku (według innych źródeł około 1895 roku); artysta namalował tamże również m.in. Trumnę chłopską. Korzystał wówczas z pracowni Włodzimierza Tetmajera. Jest to ostatni bądź przedostatni obraz namalowany przez Gierymskiego na ziemiach polskich. Obraz został zaprezentowany w lipcu 1894 roku w Monachium na wystawie w Glaspalast. Płótno zostało kupione przez hrabiego Ignacego Karola Milewskiego i w grudniu 1895 roku eksponowano go w Wiedniu w Künstlerhaus, na wystawie obrazów z kolekcji Milewskiego. Na skutek kłopotów finansowych wystawił on swoją kolekcję dzieł sztuki, w tym Chłopca niosącego snop, na sprzedaż w Wiedniu w 1923 roku. W odniesieniu do tego faktu czasopismo „Świat” opublikowało w numerze 18. z 5 maja 1923 roku apel z hasłem: Wielka kolekcja polska w niebezpieczeństwie z Chłopcem niosącym snop na okładce, w którym ostrzegano przed potencjalnym rozproszeniem wartościowych dzieł sztuki, co jednak nie spowodowało reakcji środowisk rządowych i muzealnych. Obraz trafił do antykwariusza z Warszawy, Abe Gutnajera, następnie nabył go żydowski finansista Henryk Askenazy. Obraz był zapewne prezentowany na wystawie malarstwa Aleksandra Gierymskiego w Muzeum Narodowym w Warszawie w 1938 roku, gdyż zachował się list z prośbą o wypożyczenie płótna od Askenazego oraz pismo do niego z informacją o firmie przewozowej, która miała dowieźć obrazy od Askenazego do muzeum; dzieło zostało wymienione także w katalogu owej wystawy pod numerem 74. pt. Chłopiec niosący snop. Wszystkie zbiory z kolekcji Askenazego po II wojnie światowej zostały uznane za zaginione straty wojenne, a obraz pozostawał uznawany za zagiony do 2004 roku. Przypuszczano, że płótno zostało zrabowane przez Niemców. W rzeczywistości obraz został nabyty przez nieznaną osobę (być może Żyda) zapewne od Askenazego w 1939 roku, który po sprzedaży wyemigrował do Stanów Zjednoczonych; w transakcji pośredniczył historyk sztuki Maciej Masłowski. Obraz przetrwał wojnę pozbawiony ramy, zakopany w metalowej, zalutowanej skrzyni w piwnicy kamienicy, która spłonęła w powstaniu warszawskim; płótno jednakże ocalało i po zakończeniu wojny wisiało przez lata w prywatnym mieszkaniu w Warszawie. Obraz pozostawał w rodzinie ojca warszawskiego fizyka bez dokumentów proweniencyjnych, zachowały się jednak liczne zdjęcia rodzinne z dziełem w tle.
Płótno pojawiło się na aukcji Polskiego Domu Aukcyjnego Sztuka w maju 2004 roku. Zostało jednak zatrzymane w policyjnym depozycje, a następnie po wyjaśnieniu sytuacji proweniencyjnej wystawiono je ponownie na aukcję 7 listopada 2004 roku z ceną wywoławczą 800 000 zł (pierwotnie było to 600 000 zł); za zgodą właściciela wycofano je z aukcji, a decyzją ministra kultury Waldemara Dąbrowskiego zastosowano wobec niego prawo pierwokupu. Był to prawdopodobnie pierwszy przypadek zastosowania tego prawa w Polsce wobec dzieła sztuki; obraz nabyto za 1,06 mln zł; został on zakupiony do zbiorów Muzeum Narodowego we Wrocławiu ze środków finansowych Ministerstwa Kultury i Powszechnego Zakładu Ubezpieczeń (Fundacji PZU), każda ze stron ofiarowała połowę kwoty. Obraz został uroczyście odsłonięty 10 grudnia 2004 roku z udziałem ministra Waldemara Dąbrowskiego i jest od tego czasu eksponowany we wrocławskim muzeum.

## Charakterystyka
Obraz został namalowany techniką olejną na lnianym płótnie o splocie prostym o wymiarach 94 na 77 cm. Na odwrotnej stronie znajduje się napis: mal. A. GIERYMSKI. Dzieło jest w dobrym stanie, konserwacja została przeprowadzona w 2004 roku.
Obraz jest pozbawiony rodzajowości. Scena jest utrzymana w radosnym nastroju, odgrywa się w słoneczny dzień, chłopiec otoczony przez sielankową przyrodę niesie nad głową chochoł (opinia Ewy Miodońskiej-Brookes) lub snopek barwy złotej, który jest zarzucony niczym peleryna, chroniąc go od słońca i upału. Postać ustawiona na osi symetrii obrazu stoi boso na rżysku. Pierwszoplanowy bohater ma na sobie przykrótkie brązowe spodenki, odświętną haftowaną koszulę barwy czerwonej z czarnozielonym haftem, ozdobioną motywami rombów oraz żółtych kropek i brązowy kapelusz z niewielkim rondem. Chłopiec może mieć kilkanaście lat, jest lekko zwrócony w lewą stronę, patrzy przed siebie (w toku prac artysta zmienił ułożenie prawej ręki chłopca, która była pierwotnie skierowana w dół). Otoczenie chłopca jest rozświetlone i migotliwe, otacza go ściernisko, a za nim są łąka i drzewa.
Obraz wpisuje się w nurt eksperymentów Gierymskiego ze stosowaniem koloru i światła (zauważalny brak chiaroscuro), dzieło łączy w sobie cechy realizmu z elementami impresjonizmu, przypomina malarstwo Claude’a Moneta i jego cykl obrazów Stogi siana. Postać jest namalowana realistycznie, natomiast tło zostało wykonane z zastosowaniem technik impresjonistycznych. Pozostałości akademizmu są zauważalne w detalach, takich jak laserunkowe wykończenie postaci, czy przestrzeń obrazowa zbudowana na zasadzie kontrastu. Możliwe, że płótno było malowane z początku alla prima (nie wykazano obecności rysunku w bliskiej podczerwieni, co go jednak nie wyklucza całkowicie).
Jest to jedno z pierwszych płócien impresjonistycznych w twórczości Gierymskiego. Tematyka wsi jest nietypowa dla jego twórczości, choć namalował kilka obrazów tego typu, np. Dziewczynę wiejską czy Chłopa z Bronowic. Chłopiec niekoniecznie jest pochodzenia chłopskiego, tożsamość modela pozostaje nieznana; możliwe, że postać została domalowana w studiu, a krajobraz mógł zostać przynajmniej częściowo namalowany w plenerze. Kolorystyka obrazu dowodzi, że Gierymski znał prawo kontrastu symultanicznego. Łąka została oddana jasnymi tonami w żółciach i zieleniach, partie cienia zostały oddane w fioletach i brązach, a najciemniejsze obszary tła zostały namalowane błękitami, różami i zieleniami. Cień blisko chłopca ma pomarańczowy odcień jego koszuli.